# ویکی‌پدیای آرومانی
ویکی‌پدیای آرومانی نسخه آرومانی وب‌گاه ویکی‌پدیا است. زبان آرومانی تا ۲۷ مارس ۲۰۱۴ میلادی با ۴۸۷ مقاله در رده دویست و چهل و چهارم قرار داشت.
این وبگاه اکنون 1389 نوشتار دارد.